# Red delavske časti
Red delavske časti je odlikovanje Sovjetske zveze, ki je bilo ustanovljeno 18. januarja 1974.

## Kriteriji
Red delavske časti 1. razreda je bil podeljen sovjetskim delavcem za dosežke v gospodarstvu in izjemno delo na vseh področjih izboljšanja življenja ter 2. in 3. razred za izjemne dosežke v gospodarstvu.

## Opis

### Red delavske časti 1. razreda
Red je iz srebra, pozlačen in rdeče emajliran.

### Red delavske časti 2. razreda
Red je iz srebra, pozlačen in rdeče ter modro emajliran.

### Red delavske časti 3. razreda
Red je iz srebra, delo pozlačen in delno rdeče emajliran.

## Nadomestne oznake
Nadomestna oznaka za 1. razred je trak 11 mm siv, 12 mm rumen z 5 mm rdečo črto trak, za 2. razred siv trak z 12 mm rumeno črto z dvema 2 mm rdečima črtama ter za 3. razred siv trak z 12 mm rumeno črto s tremi 1 mm rdečimi črtami na rumenem polju.

## Nosilci
Podeljenih je bilo neznano število 1. razreda, 10.000 2. razreda do 1981 ter okoli 200.000 3. razreda.